# Zhendong Zhang
Zhendong Zhang (Shanghai, 16 mei 1992) is een Chinees autocoureur.

## Carrière
Zhang begon zijn autosportcarrière in 2007 en werd zeventiende in de Aziatische Formule Renault Challenge. In 2008 maakte hij de overstap naar de Formule Asia 2.0, waarin hij tiende werd.
Nadat hij in 2009 geen races reed, maakte Zhang in 2010 de overstap naar het Chinese Touring Car Championship (CTCC), waarin hij in de 1600cc-klasse op de zeventiende plaats eindigde. In 2011 verbeterde hij dit resultaat naar een zesde positie, waarbij hij zijn eerste overwinning in het kampioenschap behaalde. In 2012 stapte hij over naar de Super Production-klasse en eindigde als elfde. In 2013 eindigde hij als derde in deze klasse met één overwinning. In 2014 werd hij zesde met één zege en eindigde tevens als negende in de Aziatische Porsche Carrera Cup. In 2015 en 2016 werd hij kampioen in de Super Production 2.0T-klasse van het CTCC met respectievelijk vier en twee overwinningen.
In 2017 stapte Zhang binnen het CTCC over naar de Super Cup-klasse. Hij behaalde hier één overwinning en eindigde op de vierde plaats in het kampioenschap. Tevens maakte hij dat jaar zijn debuut in de TCR International Series bij het ZZZ Team in een Audi RS3 LMS TCR tijdens zijn thuisrace op het Zhejiang International Circuit, waarin hij met een zevende plaats in de tweede race tien kampioenschapspunten wist te scoren.